# Porto di Casablanca
Il porto di Casablanca è un grande porto marittimo turistico e commerciale marocchino, situato a Casablanca. È il secondo più grande porto del Marocco, dopo il porto di Tangeri Med.

## Storia

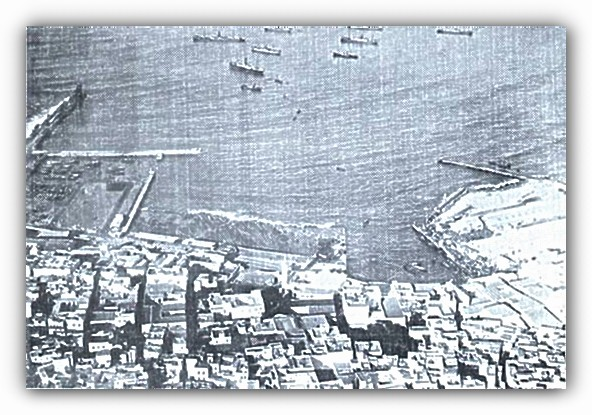
Il porto in costruzione nel 1915.

Il 25 marzo del 1913 il gruppo composto dalla Compagnie Marocaine e dalla società Schneider Electric si aggiudicò l'appalto per 44 110 000 di franchi, per la costruzione del porto.

## Infrastrutture
Il porto ha a disposizione numerosi container:
- Terminal I: container a capacità di 700 000 TEU, gestito da Marsa Maroc
- Terminal II: container a capacità di 300 000 TEU, gestito da Somaport
- Terminal dei fosfati: capacità di 18 milioni di tonnellate, gestito dal gruppo OCP
- Terminal degli agrumi: 18,6 ha
- Terminal di minerali ed idrocarburi: 14,5 ha
- Terminal Roll-on/Roll-off: 9,6 ha

## Lavori di estensione
Il terzo terminal di container è in corso di costruzione. Questo sarà utilizzato per la gestione dei fosfati e sarà composto da 520m lineari di binari, di 30 ettari di terreno e da 6 porticati. La sua capacità sarà di 600 000 TEU, il che porterà la capacità totale ad 1,6 milioni di TEU entro il 2012.
Un parcheggio multi-piano è in corso di costruzione nella zona auto, al fine di accompagnare la crescita sostenuta nel settore automobili. Concepito conformemente agli standard internazionali, il parcheggio, di una capacità di 6 000 veicoli, consiste in uno spazio di stoccaggio verticale, comprendente due rampe.